# Miljenko Bajat
Miljenko Bajat (Split), hrvatski akademski glazbeni orguljaš. Podrijetlom je iz Vele Luke iz gdje su mu roditelji.

## Biografija
Diplomirao je na Umjetničkoj akademiji Sveučilišta u Splitu i postao profesor glazbene kulture, a na Muzičkoj akademiji Sveučilišta u Zagrebu, profesor orgulja i akademski glazbenik orguljaš, kod izvanr. prof. Marija Penzara. Godine 2005. završio je poslijediplomski studij orgulja i stekao zvanje magistra umjetnosti. 
Tijekom studija surađivao je s poznatim zborovima (Zbor Umjetničke akademije, Gradski zbor Brodosplit, Akademski zbor Ivan Lukačić, Chorus Spalatensis). Kao solist većinu programa posvetio je renesansnoj i baroknoj glazbi (Bull, Frescobaldi, Froberger, Antico, Sveelinck, Zipoli, Carreira) Od 1998. do 2003. održao je šest koncerata na Meyerovim orguljama u sustolnoj crkvi sv. Petra u Splitu. Nekoliko je puta izvodio cjelovečernje koncerte J.S.Bacha, G. Muffata i D Buxtehudea. Izvodio je cjelovito djelo Georga Muffata (Apparatus musico organisticus) i Bachovu Die Kunst der Fuge, BWV 1080. Radi u Osnovnoj glazbenoj školi Sv. Benedikt u Zadru, kao učitelj glasovira.